# Udon Thani (província)
Udon Thani é uma província da Tailândia. Sua capital é a cidade de Udon Thani.

## Distritos
A província está subdividida em 18 distritos (amphoes) e 2 distritos menores (king amphoes). Os distritos estão por sua vez divididos em 155 comunas (tambons) e estas em 1682 povoados (moobans). Os distritos faltantes de números 12 a 16 são aqueles que formaram a província Nong Bua Lam Phu em 1993.
| Amphoes | | King Amphoes                     |
| --- | --- | -------------------------------- |
| 1. Mueang Udon Thani 2. Kut Chap 3. Nong Wua So 4. Kumphawapi 5. Non Sa-at 6. Nong Han 7. Thung Fon 8. Chai Wan 9. Si That | 1. Wang Sam Mo 2. Ban Dung 1. Ban Phue 2. Nam Som 3. Phen 4. Sang Khom 5. Nong Saeng 6. Na Yung 7. Phibun Rak | 1. Ku Kaeo 2. Prachaksinlapakhom |

|  |